# Arben Malaj
Arben Malaj (ur. 19 września 1961 roku we Wlorze) – albański polityk i ekonomista, minister finansów w latach 1997-1998 i 2002-2005. 

## Życiorys
Syn oficera armii albańskiej Qamila Malaja. W 1976 ukończył studia z zakresu ekonomii na Uniwersytecie Tirańskim (specjalność finanse). W latach 1986–1992 pracował w wyuczonym zawodzie. W latach 1992–1993 kierował filią Banku Państwowego we Wlorze. W 1993 rozpoczął pracę naukową na Uniwersytecie Tirańskim. W latach 1993–1995 działał w programie Phare, a następnie pracował jako niezależny doradca finansowy. W 1997 obronił pracę doktorską z zakresu nauk ekonomicznych.
Od 1991 członek Socjalistycznej Partii Albanii. W 1992 pełnił funkcję wiceprzewodniczącego partii we Wlorze. Jako przedstawiciel partii socjalistycznej kandydował w wyborach na prezydenta Wlory. W 1997 stanął na czele resortu finansów. W tym samym roku zdobył mandat deputowanego w wyborach parlamentarnych. W latach 2000–2002 kierował grupą parlamentarną Socjalistycznej Partii Albanii i pełnił funkcję przewodniczącego delegacji parlamentu albańskiego przy Parlamencie Europejskim. Od 2005 pełni funkcję wiceprzewodniczącego parlamentarnej komisji gospodarki i finansów.  W 2013 zakończył karierę parlamentarną.
W 2003 otrzymał doktorat honoris causa International Academy on Emerging Markets w Nowym Jorku. W 2016 otrzymał tytuł profesora Uniwersytetu Tirańskiego, a od 2018 zasiada w radzie nadzorczej Banku Albanii.
W 2018 został konsulem honorowym Austrii w Albanii, z siedzibą we Wlorze. Jest honorowym obywatelem Novoseli.
Jest żonaty (żona Rajmonda), ma córkę Gertę.